# Havstensfjorden-Svälte kile
Havstensfjorden-Svälte kile este o arie protejată (arie specială de conservare — SAC, sit de importanță comunitară — SCI) din Suedia întinsă pe o suprafață de 1.259,3 ha, integral pe uscat.

## Localizare
Centrul sitului Havstensfjorden-Svälte kile este situat la coordonatele 58°19′35″N 11°45′22″E / 58.3263°N 11.7562°E.

## Înființare
Situl Havstensfjorden-Svälte kile a fost declarat sit de importanță comunitară în mai 2001 pentru a proteja un număr necunoscut de specii din flora spontană și fauna sălbatică aflate în arealul zonei. Situl a fost protejat și ca arie specială de conservare în martie 2011.

## Biodiversitate
Situată în ecoregiunile boreală și marină Atlantică, aria protejată conține 4 habitate naturale: Golfuri mici largi și golfuri puțin adânci, Terase mlăștinoase și terase nisipoase neacoperite de apă la reflux, Recifuri, Pășuni atlantice udate de apa mării (Glauco-Puccinellietalia maritimae).
La baza desemnării sitului se află un număr nedeclarat de specii protejate.